# Фасахов, Тагир Ривкатович
Тагир Ривкатович Фасахов (16 января 1964 года, Фрунзе, Киргизская ССР — 29 марта 1996 года, Алматинская область, Казахстан) — советский и киргизский футболист, играл на позиции нападающего.

## Карьера
Родился в столице Киргизской ССР Фрунзе, начал заниматься футболом в местной ДЮСШ, где его первым тренером был известный в прошлом футболист местной «Алги» Зарлык Султанов. Начал карьеру в клубе «Алай» из киргизского города Ош во второй лиге. За несколько лет стал одним из лучших бомбардиров команды и после двухлетнего перерыва, связанного со службой в армии, провёл ещё один успешный сезон за «Алай». В 1987 году стал игроком команды из столицы республики — «Алга», которая в то время играла также во второй союзной лиге. В течение нескольких лет и в этом клубе проявлял свои бомбардирские способности, однако в 1990 году стал забивать меньше и в 1991 году вернулся в «Алай». Играл за ошский луб недолго, и вторую половину сезона провёл в российском АПК Азов.
После распада СССР Фасахов перешёл в украинский чемпионат, став игроком перволигового клуба «Кристалл» Чортков, а во втором чемпионате дебютировал за клуб высшей лиги «Нива» Тернополь, где в то время играло много легионеров из ближнего зарубежья, в том числе из среднеазиатских республик бывшего СССР. За тернопольский клуб Фасахов выступал в течение года, но за это время он сумел отличиться лишь одним забитым мячом в 16 сыгранных матчах. С начала 1993 года перешёл в «Прикарпатье», которое играло в первой лиге. С клубом Фасахов за полтора года вернулся в высшую лигу, где играл в течение сезона и перешёл в латвийский чемпионат, в клуб «ДАГ-Лиепая». В чемпионате Латвии Фасахов сыграл всего четыре матча и вышел в еврокубковом матче с нидерландским «Фейеноордом» (0:6). Далее пробовал свои силы в Польше, однако не сумел закрепиться в одном из местных клубов.

## Гибель
Погиб 29 марта 1996 года на территории Алматинской области Казахстана, на 32 километре трассы Алма-Ата—Талдыкорган. «Мерседес» с пятью киргизскими футболистами, среди которых было четыре футболиста команды «Кайнар», направлявшихся в Бишкек, на большой скорости сошёл с трассы и ударился об деревья. Вместе с Тагиром Фасаховим погибли также Канатбек Ишенбаев и Асылбек Момунов.